# Oleg Lialine
 (avril 2019).
Oleg Lialine (en russe : Олег Лялин ; en anglais : Oleg Lyalin) (24 juin 1937 - 12 février 1995) est un agent secret soviétique qui fit défection du KGB. Ses révélations conduisirent à l'expulsion du Royaume-Uni de 105 fonctionnaires soviétiques soupçonnés d'être des espions, le 25 septembre 1971.

## Biographie
Lialine fut envoyé par le KGB à Londres, dans les années 1960, en tant que membre de la délégation commerciale soviétique.
Sa défection suivit son arrestation à Londres, Tottenham Court Road, le 30 août 1971, par le policier Charles Shearer pour conduite en état d'ivresse. La caution de 50 livres sterling pour sa remise en liberté fut versée par la délégation commerciale soviétique, mais il fut conduit dans un lieu sûr par le MI5. Il offrit alors de révéler des informations sur les activités du KGB en échange d'une nouvelle vie avec sa secrétaire russe, Irina Tepliakova (Ирина Теплякова), avec qui il avait une liaison, mal vue par ses supérieurs pour des raisons de sécurité. Lialine abandonna sa femme et un enfant, qui vivaient à Moscou. Les poursuites pour conduite en état d'ivresse contre Lialine furent abandonnées.
L'expulsion de 105 fonctionnaires soviétiques fut la plus grande action de ce type menée contre l'Union soviétique par un gouvernement occidental. Alec Douglas-Home, ministre des Affaires étrangères à l'époque, fut accusé par l'opposition travailliste d'avoir eu une réaction excessive. L'Union soviétique répliqua par l'expulsion de 18 fonctionnaires de l'ambassade du Royaume-Uni à Moscou.
Le MI5 donna une nouvelle identité à Lialine, qui vécut dans la clandestinité tout en continuant à collaborer avec le MI5. Il mourut le 12 février 1995 dans une maison située « quelque part » dans le nord de l'Angleterre, âgé de 57 ans.